# Sprites
Sprites is een wijk in Ipswich, een stad in het Engelse graafschap Suffolk. In 2001 telde de wijk 7008 inwoners.